# Silicose
 Mise en garde médicale
La silicose est une maladie pulmonaire provoquée par l'inhalation de particules de poussières de silice (silice cristalline) dans les mines, les carrières, les percements de tunnel ou les chantiers du bâtiment et des travaux publics, (sablage, grenaillage, cassage, meulage ou sciage de bétons, mortiers, taille ou découpe de pierres siliceuses, brique... sur des chantiers où « les niveaux d’exposition à la silice cristalline dans le secteur de la construction dépassent encore fréquemment les valeurs limites réglementaires »), les usines de confection des "jeans", voire les moulins à farine.
D'autres métiers sont aussi exposés à cette maladie professionnelle irréversible, tels que les porcelainiers, les prothésistes dentaires mais aussi les menuisiers cuisinistes. C'est la plus ancienne pneumopathie professionnelle décrite (XVIe siècle). Le secteur de la démolition et de la réhabilitation des bâtiments ou infrastructures est également concerné. Certaines zones géographiques sont propices à des envols de poussières siliceuses (déserts, sols sableux labourés, aire d'envol d'hélicoptère ou d'élevage intensif sur de tels sols, etc.). Des techniques de génie végétal, culture sans labour et de stabilisation des sols peuvent souvent limiter ces risques.

## Histoire

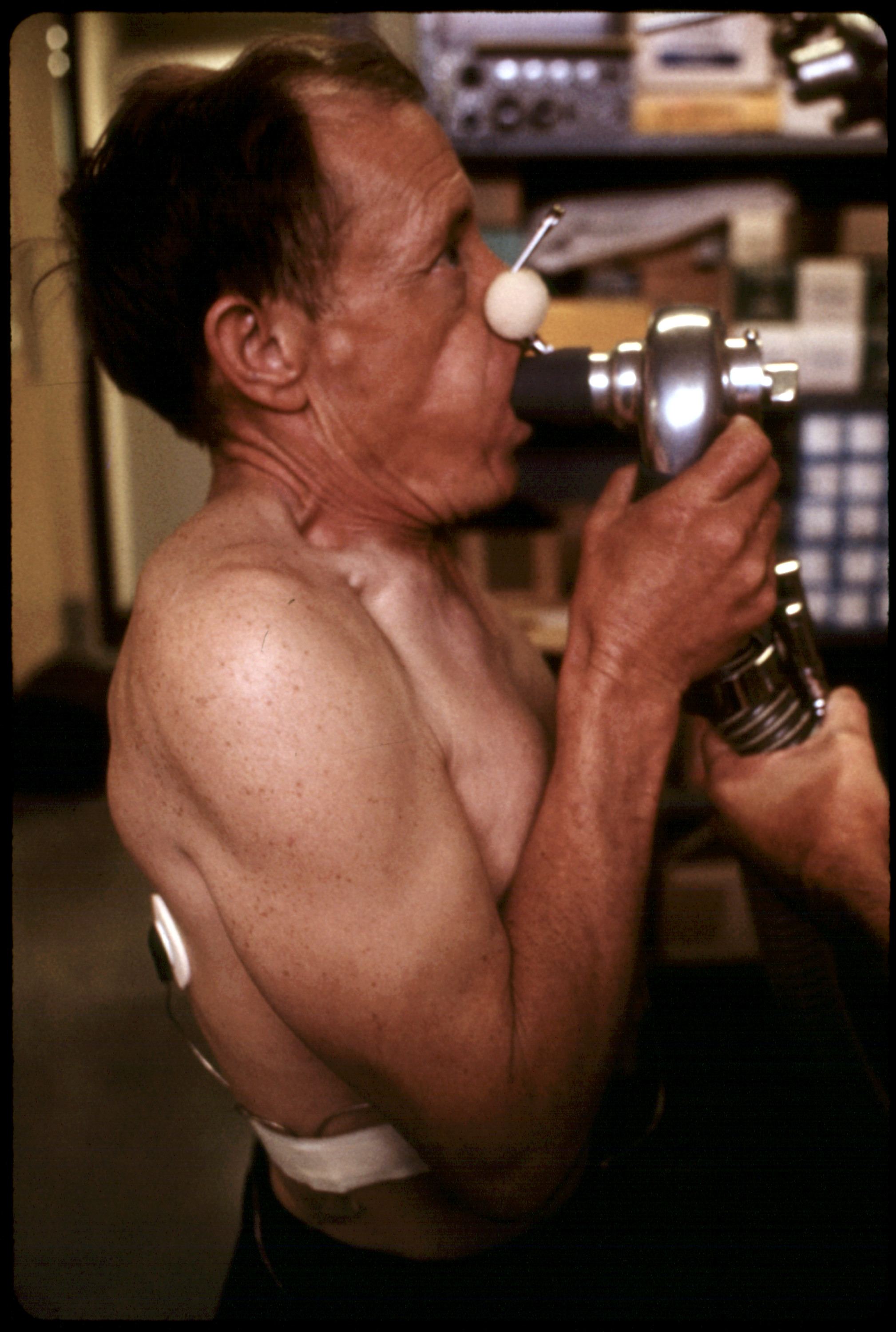
Un mineur subissant des tests de capacité pulmonaire, au Black Lung Laboratory ("Laboratoire du poumon noir") de l'Hôpital régional des Appalaches à Beckley, en Virginie-Occidentale. Son rythme cardiaque est également surveillé alors qu'il marche sur un tapis roulant. Des échantillons de sang sont également prélevés à cette occasion.

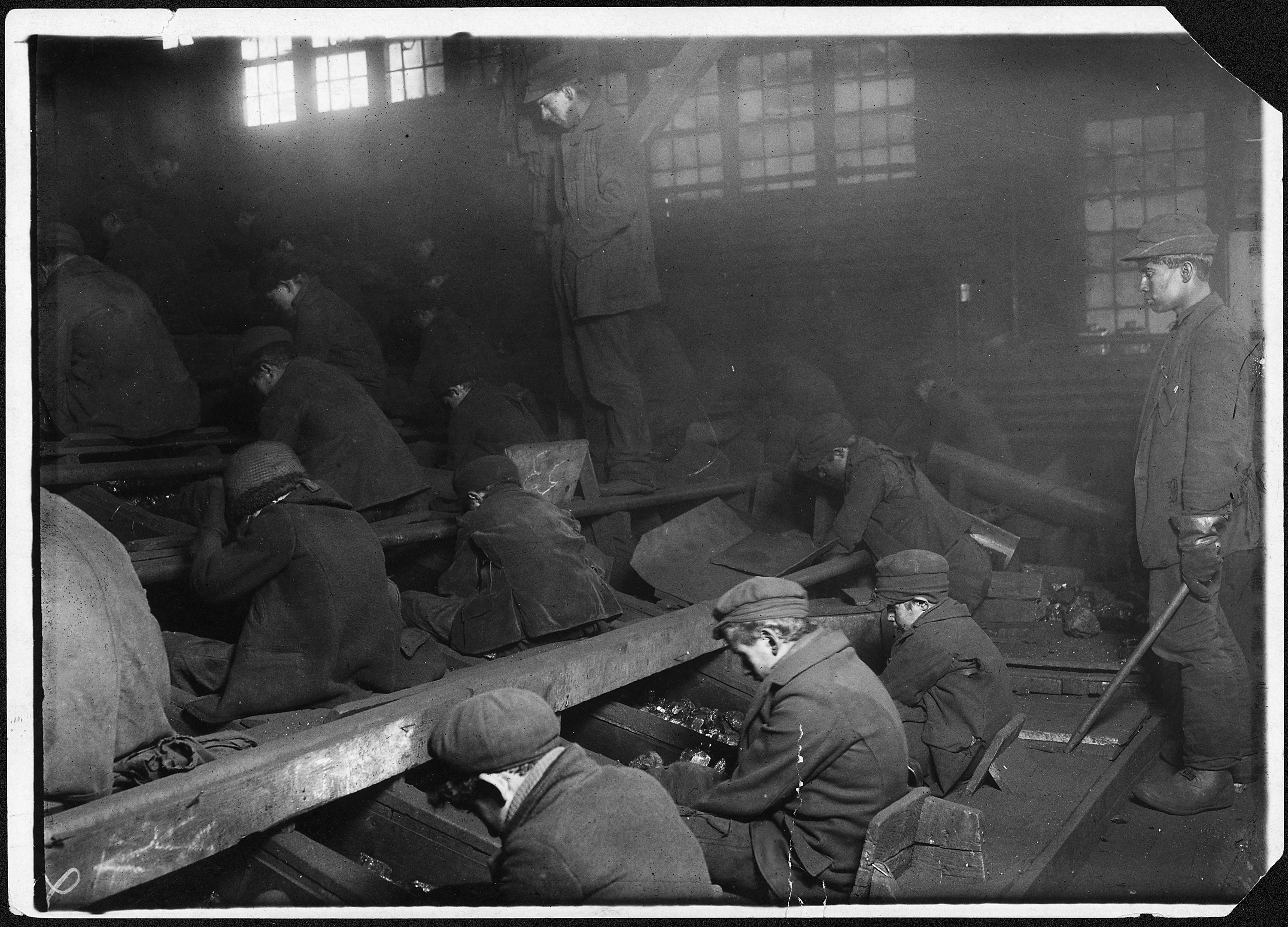
Dans l'industrie minière, certains patients ont été exposés très tôt, surtout s'ils travaillaient déjà enfants, au fond de la mine ou comme ici en surface à trier le charbon. Le taux de poussière dans l'air des ateliers pouvait être tel qu'il obscurcissait la lumière.

### Révolution industrielle
Cette maladie s'est fait connaître à grande échelle au moment de la révolution industrielle avec l'avènement de l'exploitation du charbon.

### Expansion du milieu des années 1920
La maladie a frappé notamment en France les mineurs de charbon et plus particulièrement à partir du milieu des années 1920, à l'époque de la plus forte immigration polonaise dans le bassin minier du Nord-Pas-de-Calais. 
Les changements techniques et organisationnels transforment les mines en lieux particulièrement délétères pour la santé , en raison de l’emploi de moyens mécaniques via des machines d'abattage minier lourdes (marteaux-piqueurs puis haveuses), sans que soit — dans un premier temps — recherchée la neutralisation des poussières, y compris dans l’évacuation des charbons. L'introduction de marteaux-piqueurs avait débuté avant la Première Guerre mondiale, mais son déploiement est permis au milieu des années 1920 par le dénoyage des mines du Nord et leur accès à l'électricité: il augmenta en particulier la quantité de poussière inhalée mais les effets ne furent  perçus que des années plus tard, les marteaux étant encore sans injection d’eau.
L'organisation de l’exploitation s'effectue alors désormais via le système de "longues tailles cycliques", qui exposent tous les ouvriers à un courant continu de poussières, y compris ceux occupés durant le poste de remblayage.
Dans les écoles d’ingénieurs des Mines comme celle de Saint-Étienne, le propos sur les maladies professionnelles du mineur se limitent à parler de l’ankylostomiase, mais pas de la silicose. Les étudiants apprennent que les travaux aux rochers, en particulier pour les barrages, qui traversaient des quartz, rendaient phtisiques et que les ouvriers mouraient après un an au travail, mais n'en parlaient pas pour les mines de charbon.
Le problème est cependant évoqué en 1938, quand furent importées du Canada les premières pelles chargeuses, qui obligent à doper le rendement par périodes, en recourant à plusieurs marteaux-perforateurs à la fois, sans disposer d'affûts pour pousser sur les perforateurs et à utiliser les amorces à retard. Cette technologie exigeait alors deux hommes par marteau-perforateur, un pour l'épauler et l’autre pour pousser, tous deux se retrouvant le nez sur toute la poussière.
La Conférence internationale du Travail de 1934 à Genève a pour ordre du jour l’élargissement de la liste des maladies donnant droit à la réparation, dont la silicose, mais les délégués patronaux français, belges et luxembourgeois s'y sont heurtés au délégué patronal anglais « bien décidé à mettre à la charge des industries belges une maladie que les industriels anglais doivent déjà réparer ». Résultat l’incertitude scientifique est à nouveau réaffirmée, la Belgique accepte de réaliser une nouvelle enquête scientifique mais pas la France. Face aux résultats de son enquête montrant une silicose bien plus dévastatrice qu'attendu, la Fédéchar, qui fédère les patrons belges du charbon forme en mai 1938 une commission chargée de la prévention technique, qui débouche en 1944 sur la création de l’Institut d’Hygiène des Mines à Hasselt.
En 1943, un ingénieur constate dans les mines du Valenciennois que la plupart des mineurs étaient malades ou invalides après avoir fait quatre ou cinq années de ces travaux de rochers et que c'est seulement vers 1947 qu'est déployée l’autre innovation technique, le marteau à injection d’eau fonctionnant convenablement, les "Atlas".

### Après-guerre
La France fut le dernier pays au monde — avec l’Iran — à reconnaître la silicose comme maladie professionnelle, par la loi du 2 août 1945, puis l’ordonnance du 2 août 1945 qui assure des droits à la réparation, époque à laquelle on commença à enquêter sur les moyens de lutte contre les poussières employés à l’étranger, notamment en Angleterre, en humidifiant les poussières pour qu'elles retombent. Une "étude sur les accidents du travail dans les mines de houille et de lignite" réalisée en 1947 par Auguste Lecœur, conservée au Centre historique minier de Lewarde a montré que « le nombre des accidents en 1945 est le double de celui de 1938 et il est probable que cette proportion sera maintenue en 1946 », tandis que Les pertes de personnel sans possibilités de récupération (tués et invalides permanents) « sont de 23 % plus élevés en 1946 qu’en 1938 ». Selon l'étude, face à « une situation grave (…)les remèdes s’imposent d’urgence (…) Ces faits influent d’une façon certaine sur le moral du personnel en exercice et par conséquent sur son rendement. Ils ne peuvent qu’être préjudiciables au recrutement de la main-d’œuvre absolument indispensable pour maintenir le niveau de la production ».
Un voyage en Angleterre, auquel participent Léon Delfosse et Auguste Lecœur permet alors de cerner les moyens de lutte contre la silicose, comme l’injection d’eau, qui est déployée en 1947 dans le Valenciennois et dans cinq fronts de taille à Oignies, dans le Pas-de-Calais, avec des moyens d'abord insuffisants, faute d'électricité et de tuyauterie pour amener l’eau, selon le témoignage de Léon Delfosse, directeur-adjoint des Houillères du bassin du Nord et du Pas-de-Calais.
La loi de 1945 fut ainsi tardive mais aussi insuffisante, car la prévention est pratiquement inexistante les premières années, alors que le besoin était urgent. La recherche de performances dans l'abattage minier au moment des graves pénuries d'électricité et de charbon qui frappent l'Europe au lendemain de la Seconde Guerre mondiale justifie l'urgence de la bataille du charbon, mais contribue aussi à la crainte d'une extension des dégâts futurs de la silicose et les syndicats font alors pression pour l'adoption du statut du mineur, adopté en 1946, qui prend acte de cette maladie en offrant des contreparties.
Lors de cette bataille du charbon de l'après-guerre en Europe, avec le salaire au rendement, certains mineurs de fonds très motivés « doublèrent, voire triplèrent le salaire de base » alors que la maladie est encore une notion juridique nouvelle requérant une démarche médicale et procédurière, "affaire de contentieux", quand les thérapies sont encore dérisoires.
Les charbonnages de France créés par la nationalisation de 1946, mettent cependant sur pied un véritable service médical, en plus de la création du comité central d’entreprise et des comités de puits permettant d'associer les mineurs à la gestion de l’entreprise. Jusque-là, les médecins des mines ne procédaient qu'aux examens sanitaires d’embauche et de contrôle de l’absentéisme. Les dépistages systématiques de la silicose ne débutent qu'en 1946 avec la nationalisation et le statut du mineur créé par le secrétaire d'État au charbon Auguste Lecœur. Avec l’organisation de la Sécurité sociale minière en 1946 le nombre des médecins du travail a presque doublé.
Auparavant existaient les caisses de secours (CS), des organismes en théorie indépendants, mais l’indépendance des médecins restait inégale d'un site à l'autre, le patronat étant représenté au conseil d’administration de ces CS et parfois les infirmeries communes à la compagnie et à la CS. Les praticiens pouvaient travailler à la fois pour une compagnie, une CS, et avoir une clientèle privée. Les « chambres » de consultation offrant une consultation gratuite pour les pathologies les plus sérieuses ont existé jusque dans les années 1950, époque à laquelle les dispensaires se sont généralisés dans tout le bassin minier.
En 1946, sur proposition du corps médical et du syndicaliste CGT Henri Suppo, membre du conseil national de la Fédération du Sous-sol en 1946 et maire PCF de Susville, puis de 1947 à 1950 administrateur de la caisse autonome des mines, la direction des houillères du bassin du Dauphiné décide de créer la Maison des mineurs de Vence, centre d'étude et de traitement expérimental de la silicose, qui ouvre le 1er septembre 1947, premier établissement d'Europe destiné à la réadaptation fonctionnelle des mineurs silicosés. Le docteur Mattéi, spécialiste de la silicose et le docteur Perret y réalisent des expériences, recherches et tests sur un grand nombre de malades puis élaborent un traitement de trois mois, basé sur la rééducation respiratoire, quatre fois par jour, et l'exercice physique régulier et sur-mesure. Le traitement du spasme bronchique est en même temps effectué via aérosolthérapie, qui revient à pulvériser de la poussière médicamenteuse assez petite, de l'ordre du millième de millimètre, pour pénétrer au fond des alvéoles pulmonaires. La MDM estime avoir soigné en 1948-1949 plus de trois cents hommes atteints de silicose, dont la plupart ont pu reprendre leur travail et en 1950, le professeur Santenoise, directeur de l'Institut national de climatologie, y installera un laboratoire expérimental.
La bataille du charbon est cependant contestée dans la profession minière. Même si sur le plan national, socialistes et communistes s’accordaient sur la politique économique à mener, le ministre socialiste Lacoste y adhérant entièrement, les socialistes locaux « n’ont jamais vraiment joué le jeu ». Le journal L'Espoir, organe de la fédération socialiste du Pas-de-Calais écrivait : « Les communistes appellent à produire, bientôt ils vont faire dormir les mineurs au fond de la mine », amenant leur leader Auguste Lecœur à porter plainte contre le syndicaliste chrétien Joseph Sauty, son prédécesseur à la mairie de Lens, qui rapportait au congrès de la CFTC de mai 46 des propos le faisant apparaître comme « le boucher des mines » : « Même s’il faut que cent mineurs meurent à la tâche, l’essentiel est que la bataille du charbon soit gagnée ».
À partir de 1953, le poids des réparations est devenu plus important que le coût de la lutte préventive.

## Épidémiologie
Plus de trois millions de personnes ont été exposées à la silice en Europe dans les années 1990. Cette exposition concerne naturellement également les autres pays.
Le plus atteint des pays producteurs de charbon reste la Chine avec 24 000 décès annuels dans les années 1990 et 600 000 cas durant cette même période. L'incidence annuelle serait comprise entre 3 600 et 7 300 cas aux États-Unis avec près de 2 700 décès sur une décennie. Le nombre de patients atteints tend à se réduire, du moins dans les pays industrialisés, probablement du fait des précautions prises chez le travailleur exposé.

## La maladie

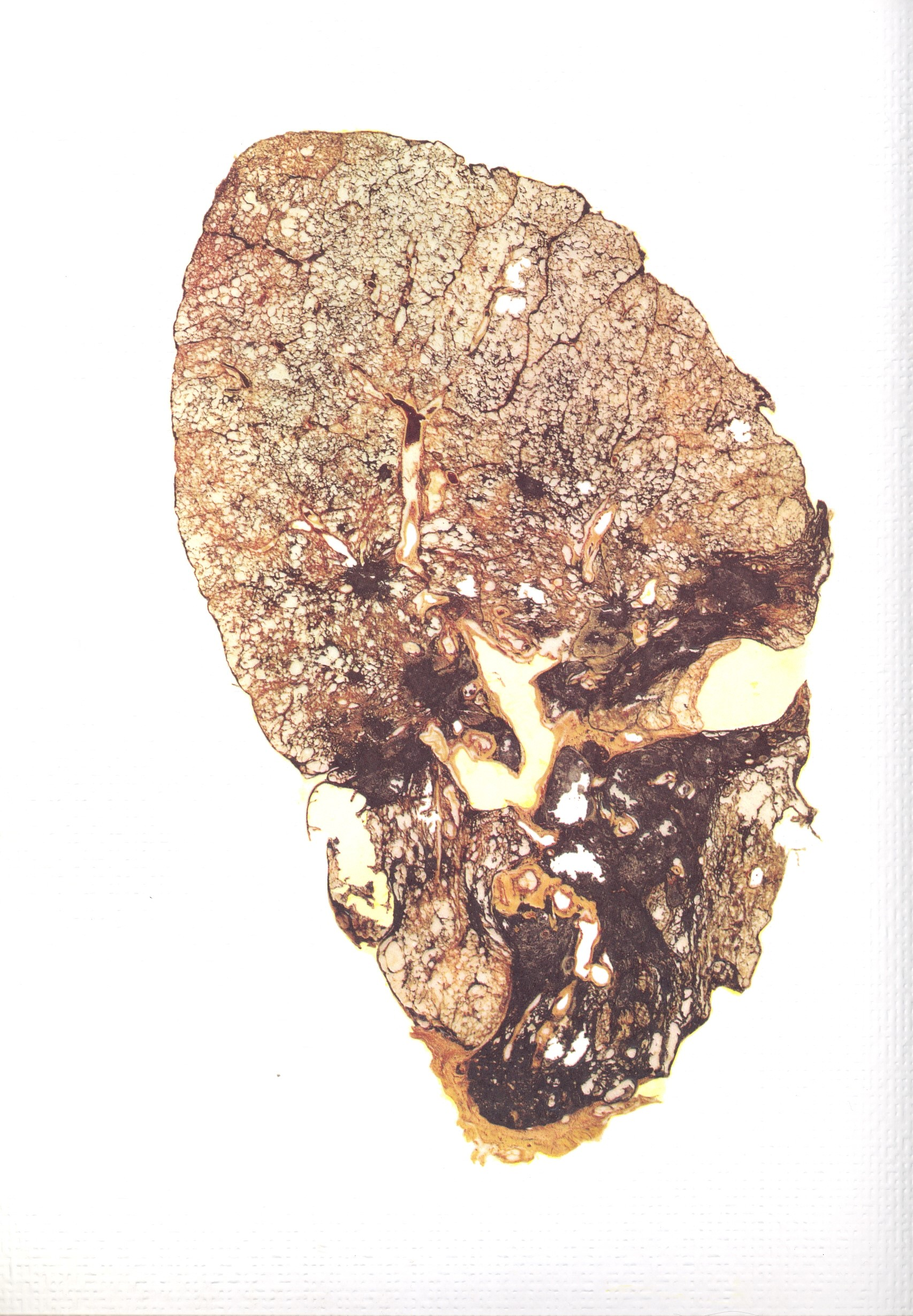
Coupe de poumon atteint.

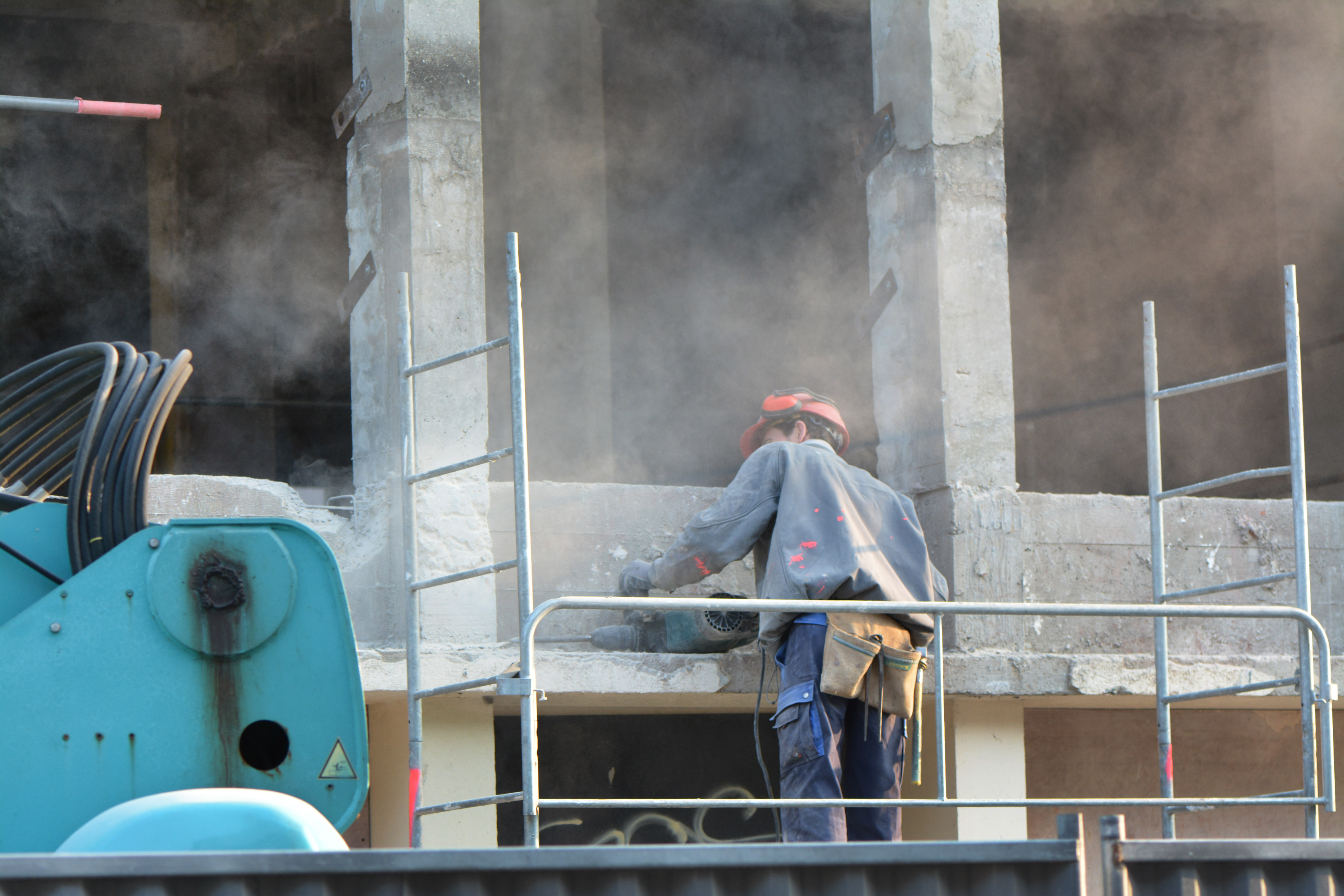
Ouvrier exposé aux poussières de silice lors de la construction d'un bâtiment.

Elle fait partie des pneumoconioses, maladies provoquées par l'inhalation chronique de particules. Elle entraîne une inflammation chronique et une fibrose pulmonaire progressive (ou pneumoconiose fibrosante).
La maladie se présente sous trois formes : la plus fréquente est la forme chronique, se développant après plus de dix ans d'exposition à la poussière de silice. La forme accélérée, identique à la précédente, se développe après une exposition inférieure à 10 ans. La forme aiguë, appelée silicoprotéinose, peut survenir après une exposition de quelques semaines et associe au syndrome respiratoire, une fièvre et une altération rapide de l'état général, avec une évolution rapide vers le décès.
Un risque associé de cancer du poumon existe,, comme avec beaucoup d'autres particules et poussières.

### Symptômes
La silicose se traduit par une réduction progressive et irréversible de la capacité respiratoire (insuffisance respiratoire), même après l'arrêt de l'exposition aux poussières. Elle se complique quelquefois d'une tuberculose. Elle peut être aggravée par l'inhalation concomitante de poussière de charbon (anthracosilicose).

### Diagnostic
Le diagnostic est porté sur les images caractéristiques de la radiographie du thorax (opacités rondes diffuses, intéressant de manière symétrique les deux champs pulmonaires et prédominant sur les lobes supérieurs) et sur les antécédents d'exposition à la poussière de silice. Des calcifications des ganglions médiastinaux peuvent être visualisés. Les images radiologiques peuvent cependant être normales. Le scanner semble être un examen plus sensible.
La spirométrie peut être normale au début de la maladie. Elle peut montrer un tableau de syndrome restrictif ou obstructif.
La bronchoscopie avec biopsie est rarement nécessaire.

### Traitement
Le seul traitement curatif connu est la transplantation pulmonaire.
Aucun autre traitement n'a fait la preuve de son efficacité. Les corticoïdes peuvent améliorer les paramètres ventilatoires sans que l'on sache si cela modifie l'évolution de la maladie.
Dans tous les cas, le retrait à l'exposition à la silice est obligatoire et l'arrêt du tabagisme vivement conseillé. Comme chez tous les patients porteurs de maladies pulmonaires chroniques, une vaccination anti-pneumococcique et anti-grippale est conseillée.
Un traitement symptomatique à base de bronchodilatateurs, de mucolytiques ou d'oxygénothérapie peut être prescrit selon les cas.

### Prévention
De nombreux programmes de sensibilisation,, et prévention sont mis en œuvre, avec un succès parfois mitigé. Ils consistent à trouver des matériaux émettant moins de silice, mais d'abord à limiter l'exposition des poumons à la silice.
- La lutte contre l'empoussiérage par l'aération[32] (des mines par exemple) et/ou par l'aspiration à la source (aspirateur fixé sur l'outil), l'arrosage, la brumisation l'humidification des supports, permettent de diminuer le taux de poussières de silice cristalline dans l’air (jusqu'à 90 %), mais en restant souvent encore au-dessus des valeurs limites d’exposition retenues par la plupart des pays et organismes, tout en réduisant la performance des outils.
- La préfabrication en atelier peut diminuer certains risques ;
- La substitution de matériaux moins dangereux à la silice est parfois possible. Par exemple, le Ministère du Travail de l'Ontario a recommandé[33] de remplacer les meules en grès par des meules à base de corindon (oxyde d'aluminium), ou les briques réfractaires siliceuses par des briques en magnésite (carbonate de magnésium) ou corindon dans les fours ou fourneaux ;
- Des techniques protégées de grenaillage (in situ ou ex situ) diminuent les risques d'exposition[34],[35],[36],[37],[38] ;
- Le port d'un masque protecteur adapté est un autre moyen nécessaire de protéger le système respiratoire[39] ;
- l'usage d'un aspirateur industriel plutôt que du balai sur les chantiers limite le réenvol.
- la filtration fine de l'air (voire le lavage de l'air « recirculé ») quand d'autres solutions sont impossibles en milieu fermé[40], avec un entretien régulier des filtres[41].
- le respect des codes et guides de bonnes pratiques[42]
- évaluation et amélioration des techniques de limitation de production (ex. : arrosage intégré pour marteau-piqueur[43]) et réenvol de poussières siliceuses (et autres)[44]

La mesure fine et le contrôle de l'empoussièrement de l'air est nécessaire pour évaluer l'exposition des travailleurs,,,, parfois délicate dans les grands chantiers où les sources ponctuelles et provisoires, mais intenses sont fréquentes.
Alors que de nouvelles questions sont posées par les nanomatériaux, l'Europe a (en 2006) encouragé les bonnes pratiques pour la santé au travail en matière d'utilisation de silice cristalline. Le développement de registre des cancers et d'études épidémiologiques plus fines sur les causes de mortalité ou surmortalité devraient aussi permettre d'améliorer la connaissance sur les facteurs de risques et d'éventuelles synergies avec le tabagisme, d'autres polluants ou particules (les ouvriers du bâtiment peuvent aussi par exemple être exposé à l'amiante ou à d'autres fibres minérales) ou des facteurs génétiques.
Les bonnes pratiques sont à diffuser dans la formation initiale et continue des acteurs à risque, dans le BTP notamment.
Des scientifiques appellent à bannir les plans de travail en pierre artificielle des cuisines, responsables de plusieurs cas d'intoxication de menuisiers au Royaume-Uni,.

### Physiopathologie
Quand les fines particules de silice sont inhalées, elles peuvent parvenir jusqu'aux petits alvéoles pulmonaires, où l'oxygène et le dioxyde de carbone sont échangés. Alors, les poumons ne peuvent pas les évacuer, ni par du mucus, ni par la toux. Les particules de silice, si elles sont captées par des macrophages, provoqueront une inflammation due à la libération de facteurs de nécrose tumorale, Interleukin-1 alpha, leucotriène B4 et d'autres cytokines. Cela engendre la prolifération des fibroblastes et de collagène autour de la particule de silice, donnant pour résultat une fibrose et des lésions. De plus, il peut se former des radicaux à base de silicium, lesquels peuvent entraîner la production d'hydroxyle et de peroxyde d'hydrogène, qui sont susceptibles de causer des dommages aux cellules environnantes.

## Confusions
On parle parfois aussi (à tort) de silicose pour les affections pulmonaires liées à l'extraction de l'amiante, le terme correct pour une pneumoconiose liée à l'amiante est asbestose.

## Facteurs de risques
Dans la construction et le bâtiment, les principaux facteurs d'exposition (par ordre d'importance, et tous au-dessus de deux fois la valeur réglementaire canadienne pendant la durée de la tâche) sont :
- le sciage de pièces de maçonnerie avec scie portative à maçonnerie[6] ;
- le bouchardage[6] ;
- le cassage d'éléments de maçonnerie ou matériaux siliceux (béton, pierre, céramique) au moyen de marteaux perforateurs-piqueurs[6] ;
- le forage de tunnels au moyen de tunnelier[6],[54] ;
- le meulage de joints de brique/pierre[6].

Le facteur le plus important reste la dose cumulative de silice inhalé. Certains types de cristaux semblent plus dangereux.

## Recherche
- En complément des guides[57] et méthodes existant pour l'échantillonnage de l'air, des travaux portent sur une meilleure mesure de l'exposition[58] et la mesure de l'exposition en cas de faibles doses[59] ;
- la recherche peut aussi porter sur des matériaux de substitution "sans silice", pour certains usages[60] ;
- l'amélioration des techniques de lutte contre la poussière[61] ;
- en France, l'InVS met en place une banque de données sur l'emploi et l'exposition pour la silice cristalline libre[62],[63],[64].

## Règlementation
Des normes de santé au travail, santé environnementale, et valeurs seuils existent dans un nombre croissant de pays, notamment pour le sablage / dépolissage / décapage au jet

## Dans la culture
- L'écrivain borain Constant Malva (1903-69) est mort de la maladie du mineur.

- Film
  - La silicose est évoquée dans le film La Meilleure Part d'Yves Allégret (1956) sur la construction d'un barrage.

- Documentaire
  - L'Épopée des gueules noires, de Fabien Béziat et Hugues Nancy (2017).

- Chansons
  - Silicose blues, Josh White (1940)
  - Tout in haut de ch'terril, Edmond Tanière (1980)
  - Les Corons, Pierre Bachelet (1982)